# Duce
Duce（意大利语IPA：/ˈduːtʃe/）是意大利语表示“领袖”或者“元首”意义的一个特殊名词，Duce一词源于拉丁语Dux。并因意大利法西斯主义独裁者贝尼托·墨索里尼在1925年至1945年间使用此称谓而著称。Duce 的淵源及迷思來自於法國大革命及18世紀理想主義和浪漫主義所提到的“特質（genius）”。

## 词源
“Duce”一词源于拉丁语的Dux，意为“领袖”或“将军”，在古罗马可指代军团统帅或罗马执政官乃至罗马皇帝，與多種歐洲語言中的「公爵」（例如英語的以及義大利語的）是同源詞。

## 使用者
类似于德语的“Führer”，它同样也是一个头衔和代名词。Duce的称号始用于19世纪，被用作意大利统一运动的政治宣传中，曾被用于朱塞佩·加里波底与之后的加布里埃尔·邓南遮。第一次世界大战期间，“Duce Supremo（最高统帅）”曾被用来指代意大利王国国王维托里奥·埃马努埃莱三世作为意大利最高军事统帅。这个头衔此后的使用者，同时也是最为著名的使用者是意大利王國首相贝尼托·墨索里尼。
国家法西斯党成立后，Duce被明确引入党章的第一条：“国家法西斯党是一个执行领袖的命令、为法西斯国家服务的志愿民兵组织”。由于“Führer”中文一般被译为“元首”，为避免混淆，“Duce”的中文译名通常为“领袖”。

## 同类称谓
“Der Führer”常用来直接指稱阿道夫·希特勒，同样“Il Duce”也会用来直接指稱墨索里尼，这些特定称谓前通常会被加上一个冠词。
同类直接指稱的称谓还有：
- Caudillo，指稱西班牙独裁者弗朗西斯科·佛朗哥，及部分前西班牙殖民地国家的军事独裁者；
- Poglavnik（英语：Poglavnik），指稱克罗地亚法西斯组织乌斯塔沙，及克罗地亚独立国领袖安特·帕韦利奇；
- Conducător（英语：Conducător），指稱罗马尼亚的一些寡头政治家，如扬·安东内斯库和尼古拉·齐奥塞斯库；
- 護國公，指稱英國的奧利佛·克倫威爾；
- 主席，指稱中国的毛泽东[5]，及
- 委员长，指稱蒋中正[6]。